# 阿拉伯军团
阿拉伯军团（阿拉伯语：‎) 是1921年由英国创建的一支外约旦酋长国军队。該軍隊受英国军官指挥，士兵主要是贝都因人。成立初期是一支警察部隊，人數有几百人。1923年初，改名为阿拉伯军团。第二次世界大战期間，英国政府调动阿拉伯军团前往伊拉克鎮壓拉希德·阿里·盖拉尼发动的政变。第一次中東戰爭爆發後，阿拉伯军团还參戰。截至1956年人數達到2万多人。當年阿拉伯军团中的英國軍官被驅逐，約旦開始控制該部隊並將該部隊更名，後來成為約旦武裝部隊的一部分。